# He (kana)
He (romanização do hiragana へ ou katakana ヘ) é um dos kana japoneses que representam um mora. No sistema moderno da ordem alfabética japonesa (Gojūon), ele ocupa a 29ª posição do alfabeto, entre Fu e Ho.
O caractere pode ser combinado a um dakuten, para formar o べ em hiragana, ベ em katakana e be em romaji; e pode ser combinado também a um handakuten, para formar o ぺ em hiragana, ペ em katakana e pe em romaji.
| Forma                           | Romaji     | Hiragana                   | Katakana                   | Exemplos de palavras (com kanji) |
| ------------------------------- | ---------- | -------------------------- | -------------------------- | --- |
| Normal h- (は行 ha-gyō)         | he         | へ                         | ヘ                         | - へび hebi 蛇 cobra - へる heru 減る diminuir - へんか henka 変化 mudar/modificação - へい hei 塀 parede - へいあん heian 平安 tranquilidade |
| Normal h- (は行 ha-gyō)         | hei hee hē | へい, へぃ へえ, へぇ へー | ヘイ, ヘィ ヘエ, ヘェ ヘー | - へび hebi 蛇 cobra - へる heru 減る diminuir - へんか henka 変化 mudar/modificação - へい hei 塀 parede - へいあん heian 平安 tranquilidade |
| Com dakuten b- (ば行 ba-gyō)    | be         | べ                         | ベ                         | - かべ kabe 壁 parede - べんきょう benkyō 勉強 estudar - ベッド beddo cama - なんべい nanbei 南米 América do Sul                              |
| Com dakuten b- (ば行 ba-gyō)    | bei bee bē | べい, べぃ べえ, べぇ べー | ベイ, ベィ ベエ, ベェ ベー | - かべ kabe 壁 parede - べんきょう benkyō 勉強 estudar - ベッド beddo cama - なんべい nanbei 南米 América do Sul                              |
| Com handakuten p- (ぱ行 pa-gyō) | pe         | ぺ                         | ペ                         | - いっぺん ippen 一辺 em um lado - ペルー perū Peru                                                                                           |
| Com handakuten p- (ぱ行 pa-gyō) | pei pee pē | ぺい, ぺぃ ぺえ, ぺぇ ぺー | ペイ, ペィ ペエ, ペェ ペー | - いっぺん ippen 一辺 em um lado - ペルー perū Peru                                                                                           |

## Formas alternativas
No Braile japonês, へ ou ヘ são representados como:
| ● | ●  |
| ● | － |
| ● | ●  |

O Código Morse para へ ou ヘ é: ・

## Traços

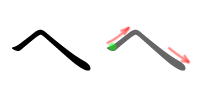
Seqüência de traços para escrita do へ

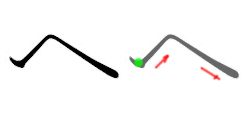
Seqüência de traços para escrita do ヘ